# Махмуд II (селџучки султан)
Мугис ад-Дин Абд ал-Касим Махмуд ибн Мухамед (перс. مغیث الدین ابوالقاسم محمود بن محمد, познатији као Махмуд II (перс. محمود; око 1105 — Хамадан, 10. септембар 1131) био је султан западног Селџучког царства (1118—1131), које је настало цепањем јединственог Селџучког царства после смрти Мухамеда Тапара.

## Биографија
Махмуд је био син селџучког султана Мухамеда Тапара и његове супруге Гевхер Хатун. После смрти Тапара 1118. године, Махмуд је проглашен за султана, али је одбио да га призна његов стриц Ахмед Санџар, малик Хорасана, и сам се прогласивши за султана. Махмуд је у борби с њим поражен у бици код Сава 1119. године. Међутим, убрзо је дошло до компромиса по коме је власт над Царством подељена између стрица и синовца, при чему је Махмуд завладао његовом западном половином са центром у Хамадану. Да би се осигурао мир међу њима, Махмуд је оженио две његове кћери, Махи Мулк Хатун и Амир Сити Хатун. Поред тога, Санџару је било признато и формално првенство у династији. Године 1120. против Махмуда се побунио његов брат Гијас ад-Дин Масуд. Устанак је угушен, а султан је свог брата помиловао.
Махмудову владавину обележио је и наставак територијалног смањивања Селџучког царства. После низа мањих победа, грузијски краљ Давид IV је 1121. године на Дидгорију однео одлучујућу победу над селџучком војском предвођеном Ил Газијем, господарем Алепа. Овај пораз озбиљно је смањио утицај Селџучког царства на Кавказу. Следеће године Грузија је освојила Тбилиси, чиме је стављена тачка на постојање емирата са центром у овом граду. У наредним годинама Грузини су завладали Ширваном и Анијем.
Крсташке државе на Леванту наставиле су да шире своју власт на штету држава које су барем формално биле под Махмудовом врховном влашћу. Године 1119. Ил Гази је код Балата нанео тежак пораз Антиохији у коме је погинуо и њен регент Руђер од Салерна. Међутим, пораз који је доживео касније те године у бици код Хаба од јерусалимског краља Балдуина II, спречио га је да ту победу и искористи. Године 1123. Белек, нови господар Алепа, заробио је грофа Едесе и јерусалимског краља. Међутим, муслимански владари, ступивши нове међусобне сукобе, нису искористили ни ову прилику. Следеће године крсташи су победили Тугтигина, господара Дамаска, и освојили Тир, а је ослобођени краљ Балдуин опсео и сам Алеп. Атабег Мосула Аксонгор ил Бурсуги приморао их је 1125. године на повлачење, али је био поражен код Азаза. Алеп је од пада спасао сукоб међу самим крсташима. Године 1126. крсташи су опет кренули у напад и победили Тугтигина код Марџ ел Сафара. После Тугтигинове смрти, краљевина Јерусалим је 1129. године напала сам Дамаск, али без успеха.
Против Махмудове власти побунио се абасидски калиф Ал Мустаршид, покушавајући да обнови изгубљену световну власт калифата. Године 1126. султан је угушио побуну уз помоћ Зенгија. Зенги је био награђен местом гувернера Багдада, а после погибије Аксонгора ил Бурсугија додељени су му и Мосул и Алеп. Овај војсковођа је тако стекао велику моћ у својим рукама, поставши временом најмоћнија личност у западном делу Селџучког царства.
Дана 10. септембра 1131. године Махмуд II је умро у Хамадану. Наследио га је син Дауд, чију су власт одмах оспорили његови стричеви Тугрул и Масуд, започињући нови грађански рат. Поред Дауда, имао је још три сина: Алп Арслана, Малик шаха и Мухамеда.